# Leucothoe incisa
Leucothoe incisa là một loài amphipoda trong họ Leucothoidae. Loài này triển chiều dài lên đến 7 mm (0.28 in), và có màu trắng, nhưng màu xanh lá cây hơi vàng dọc theo lưng, đôi mắt màu đỏ đậm. Chúng sinh sống ở độ sâu lên đến 60 mét (200 ft) dọc theo bờ biển Đại Tây Dương của châu Âu từ Địa Trung Hải đến Scotland, và ở Biển Bắc. Đây là một phần của nhóm các loài anh chị em, cùng với các loài Leucothoe lilljeborgi và Leucothoe occulta.